# Gorica Miholečka
Gorica Miholečka je naselje u Hrvatskoj u sastavu općine Svetog Petra Orehovca. Nalazi se u Koprivničko-križevačkoj županiji. 

## Zemljopis
Nalaze se zapadno od rječice. Jugoistočno su Gregurovec i Brežaniu, južno su Ferežani, južno je Kapela Ravenska, jugozapadno su Gornji Fodrovec i Donji Fodrovec,zapadno su Kusijevec i Mokrice Miholečke, sjeverozapadno su Fodrovec Riječki i Brezje Miholečko, sjeverno-sjeverozapadno je Selnica Miholečka, sjeveroistočno su Miholec i Međa.

## Stanovništvo
| broj stanovnika | 56    | 57    | 69    | 62    | 79    | 112   | 96    | 90    | 102   | 111   | 110   | 95    | 79    | 54    | 52    | 57    | 48    |
|                 | 1857. | 1869. | 1880. | 1890. | 1900. | 1910. | 1921. | 1931. | 1948. | 1953. | 1961. | 1971. | 1981. | 1991. | 2001. | 2011. | 2021. |